# Taillette
Taillette és un municipi francès situat al departament de les Ardenes i a la regió del Gran Est. L'any 2007 tenia 364 habitants.

## Demografia

### Població
El 2007 la població de fet de Taillette era de 364 persones. Hi havia 128 famílies de les quals 20 eren unipersonals (12 homes vivint sols i 8 dones vivint soles), 44 parelles sense fills, 56 parelles amb fills i 8 famílies monoparentals amb fills.
La població ha evolucionat segons el següent gràfic:
Habitants censats

### Habitatges
El 2007 hi havia 142 habitatges, 126 eren l'habitatge principal de la família, 13 eren segones residències i 3 estaven desocupats. 132 eren cases i 7 eren apartaments. Dels 126 habitatges principals, 109 estaven ocupats pels seus propietaris, 15 estaven llogats i ocupats pels llogaters i 2 estaven cedits a títol gratuït; 4 tenien dues cambres, 13 en tenien tres, 26 en tenien quatre i 83 en tenien cinc o més. 85 habitatges disposaven pel capbaix d'una plaça de pàrquing. A 55 habitatges hi havia un automòbil i a 60 n'hi havia dos o més.

### Piràmide de població
La piràmide de població per edats i sexe el 2009 era:
| Homes | Edats   | Dones |
| ----- | ------- | ----- |
| 0     | 95 o +  | 0     |
| 0     | 90 a 94 | 0     |
| 0     | 85 a 89 | 0     |
| 0     | 80 a 84 | 0     |
| 8     | 75 a 79 | 12    |
| 4     | 70 a 74 | 12    |
| 12    | 65 a 69 | 8     |
| 4     | 60 a 64 | 8     |
| 4     | 55 a 59 | 4     |
| 8     | 50 a 54 | 4     |
| 20    | 45 a 49 | 0     |
| 24    | 40 a 44 | 16    |
| 20    | 35 a 39 | 28    |
| 8     | 30 a 34 | 4     |
| 4     | 25 a 29 | 4     |
| 12    | 20 a 24 | 0     |
| 32    | 15 a 19 | 8     |
| 16    | 10 a 14 | 16    |
| 8     | 5 a 9   | 20    |
| 4     | 0 a 4   | 8     |

## Economia
El 2007 la població en edat de treballar era de 243 persones, 160 eren actives i 83 eren inactives. De les 160 persones actives 140 estaven ocupades (89 homes i 51 dones) i 20 estaven aturades (5 homes i 15 dones). De les 83 persones inactives 18 estaven jubilades, 15 estaven estudiant i 50 estaven classificades com a «altres inactius».

### Ingressos
El 2009 a Taillette hi havia 127 unitats fiscals que integraven 335 persones, la mediana anual d'ingressos fiscals per persona era de 16.911 €.

### Activitats econòmiques
Dels 8 establiments que hi havia el 2007, 4 eren d'empreses de construcció, 1 d'una empresa de comerç i reparació d'automòbils, 2 d'empreses de serveis i 1 d'una entitat de l'administració pública.
Dels 5 establiments de servei als particulars que hi havia el 2009, 1 era un taller de reparació d'automòbils i de material agrícola, 1 paleta, 2 fusteries i 1 veterinari.
L'any 2000 a Taillette hi havia 17 explotacions agrícoles que ocupaven un total de 627 hectàrees.

## Poblacions més properes
El següent diagrama mostra les poblacions més properes.